# 瑞因宾僧院
瑞因宾僧院，又译为喜迎宾僧院，缅甸曼德勒的僧院，以柚木建造。建于1895年，由一位华商捐建，为贡榜王朝传统风格，木雕精妙繁复。1998年翻修，作为缅甸传统木构僧院的典例，为城内其中一处名胜。

## 建筑
瑞因宾僧院位于曼德勒西郊丁加亚扎运河畔，遵循贡榜王朝时代僧院的典型布局。台基高2米，由167根柚木柱支撑，自东向西分别为比亚达殿、萨努殿、桑马基（主殿）、包加殿。比亚达殿的主体是七层比亚达塔，9 x 9米十字形平面，供奉佛像。萨努殿是住持起居的场所，为王宫式顶（အိမ်တော်），曾一度改建为藏经室，1996年清空。桑马基为面积最大的殿，长32米，修有三层祇园式顶（ဇေတဝန်），殿内由墙隔成东西两部分，东部用于各式集会，对外开放，西部则用于僧侣起居。最西端是包加殿，主要用于储物及临时住宿。其殿间连廊亦修有装饰性屋顶，为独具特色的孤例。

## 图册

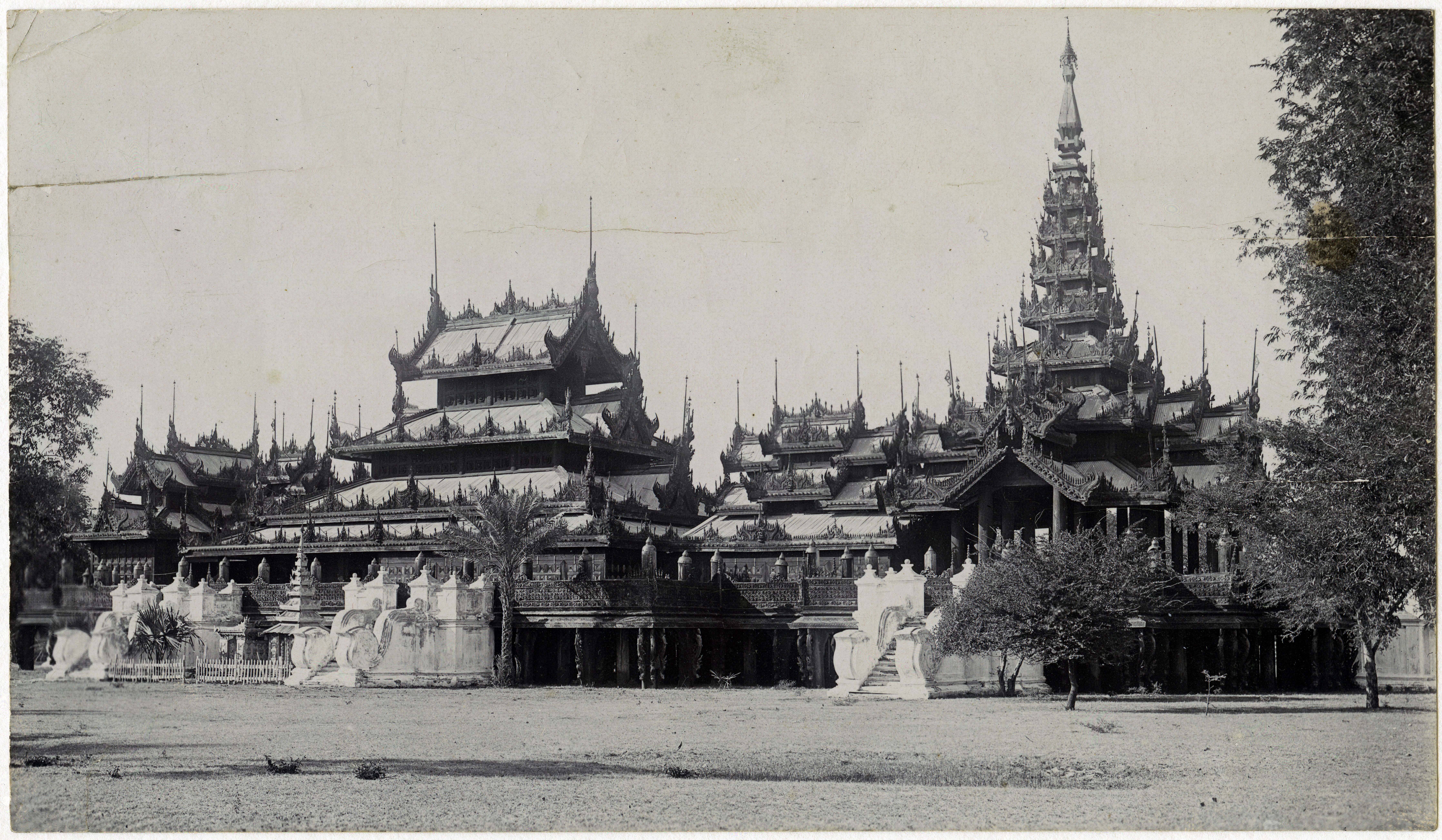
1900年的瑞因宾僧院
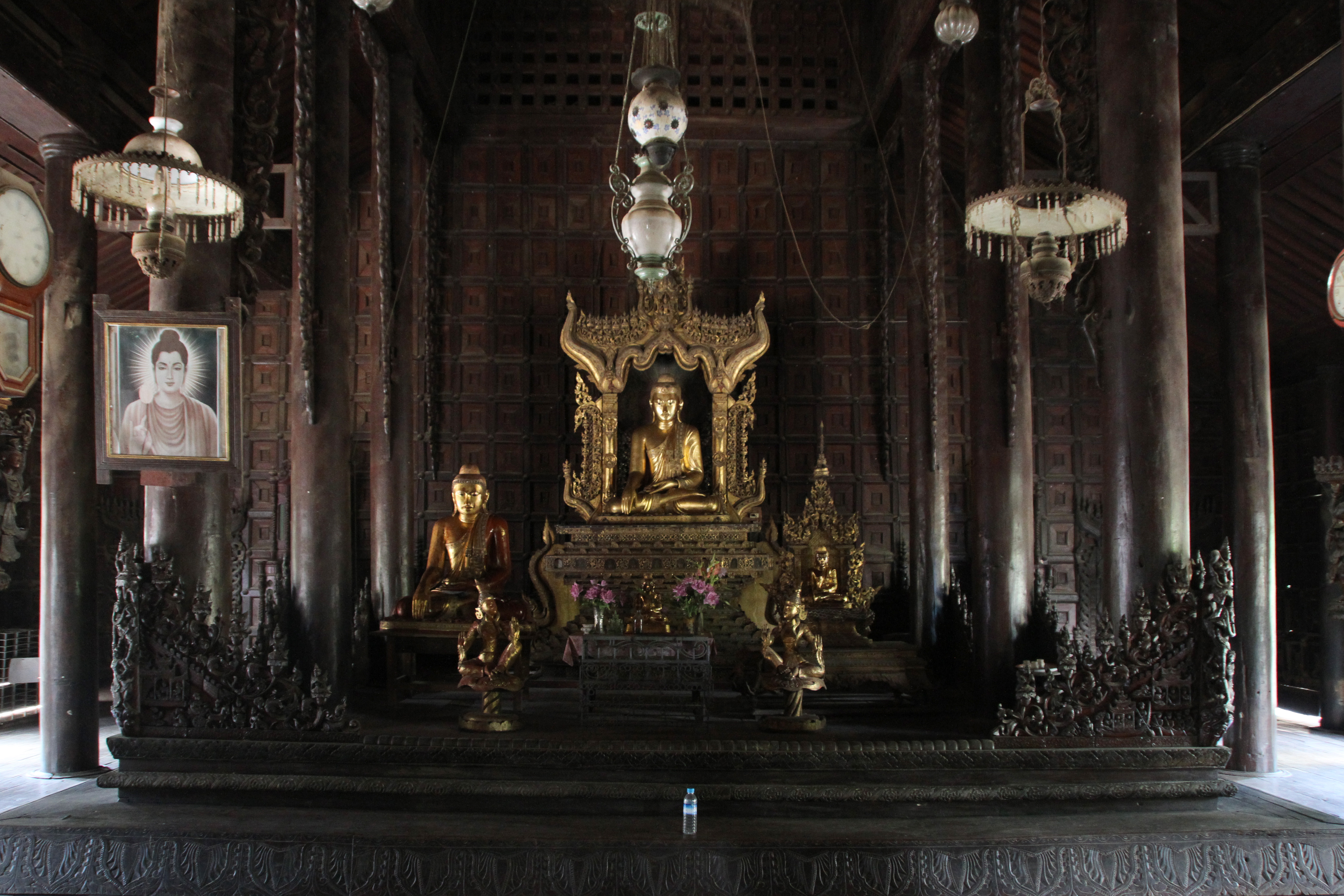
内部
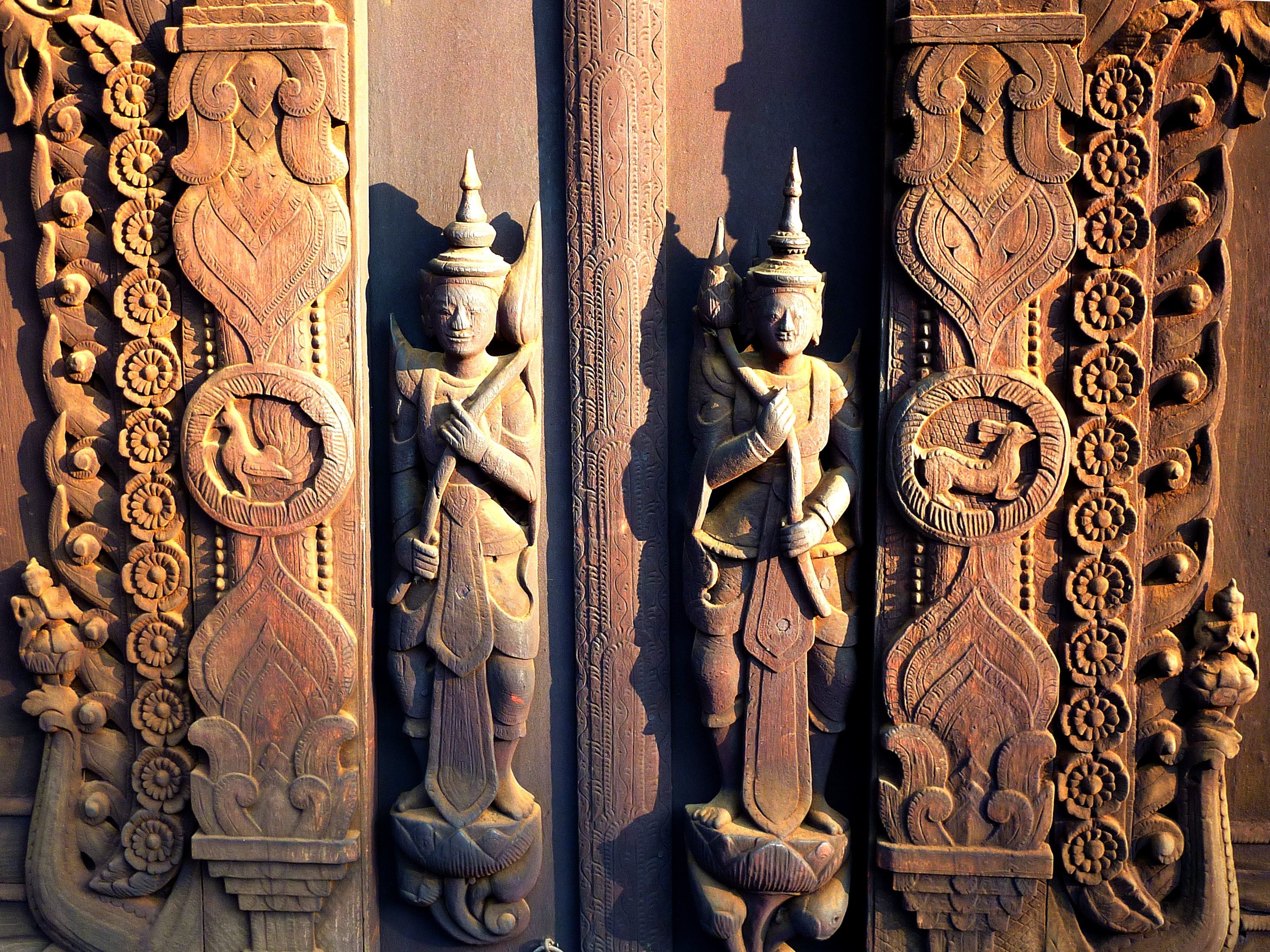
守门天木雕
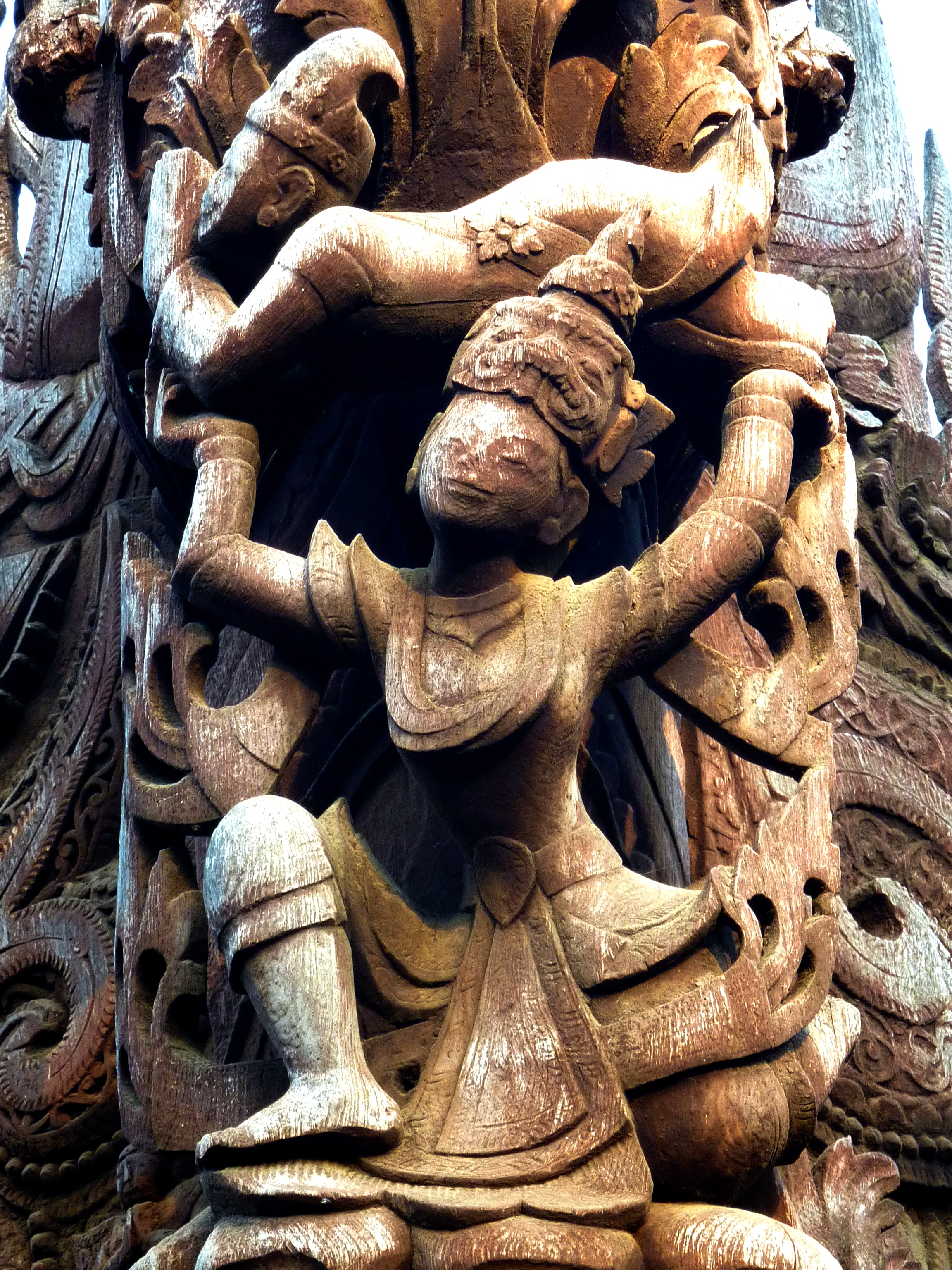
木雕
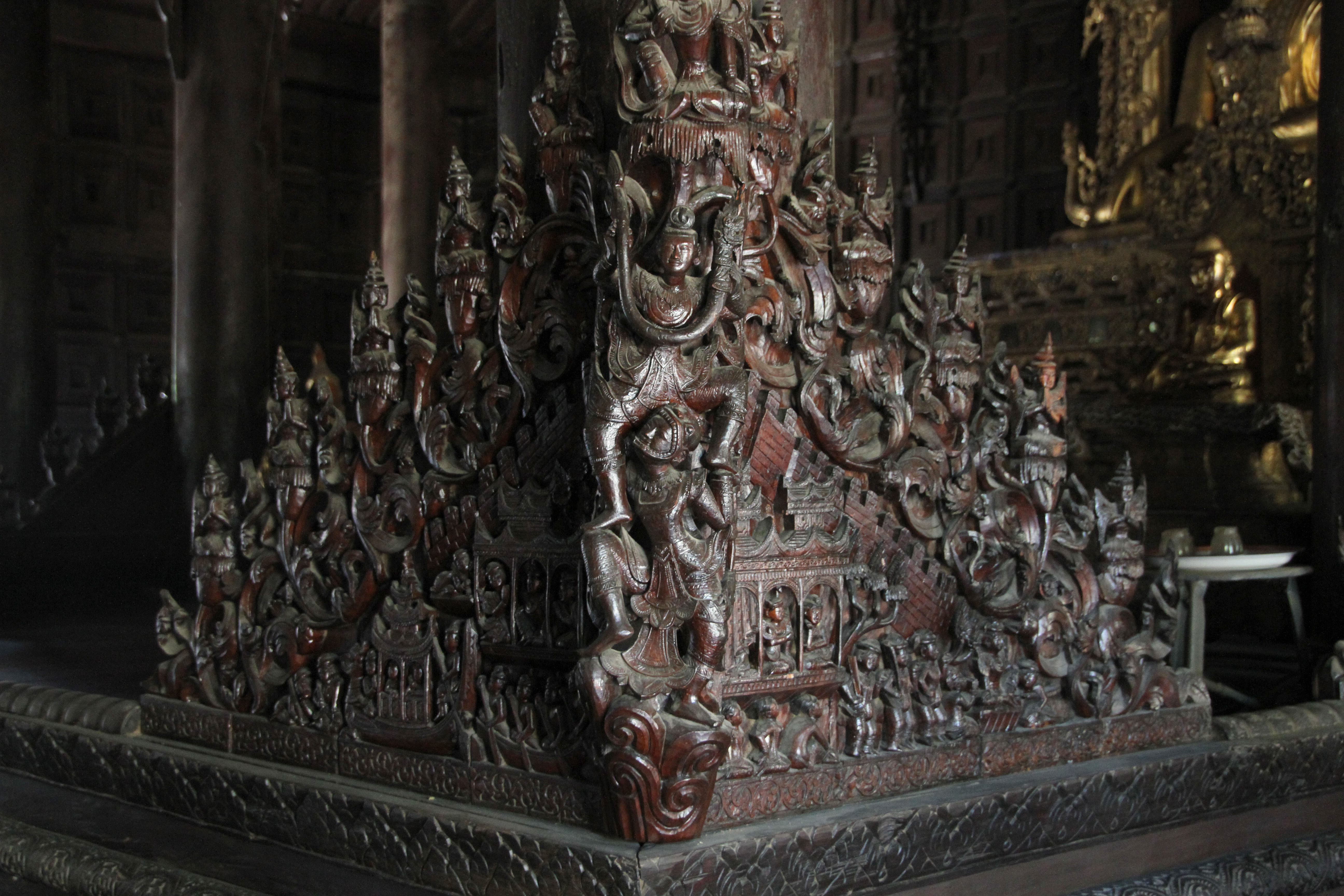
殿内柱座木雕
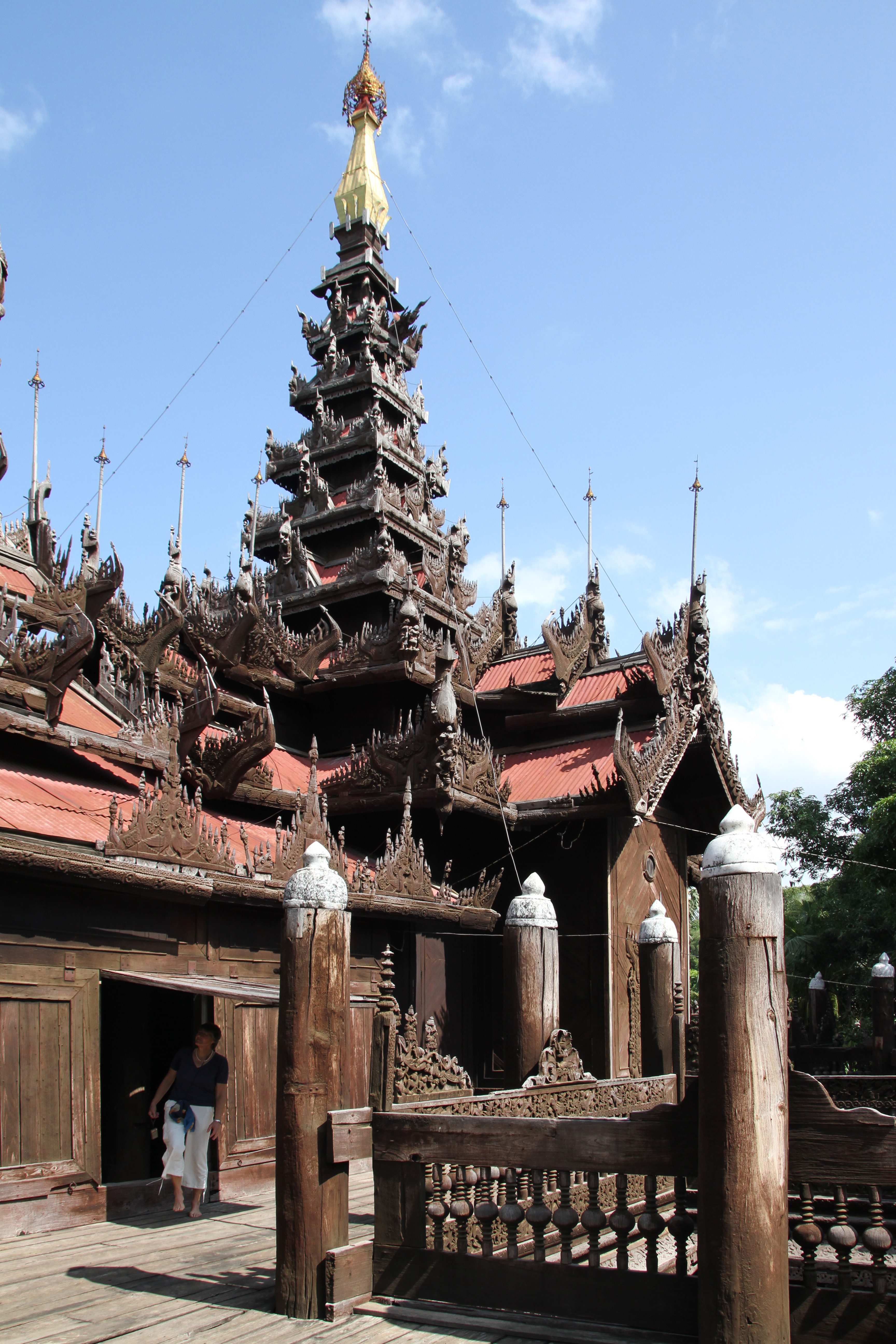
比亚达殿，建有七层比亚达塔
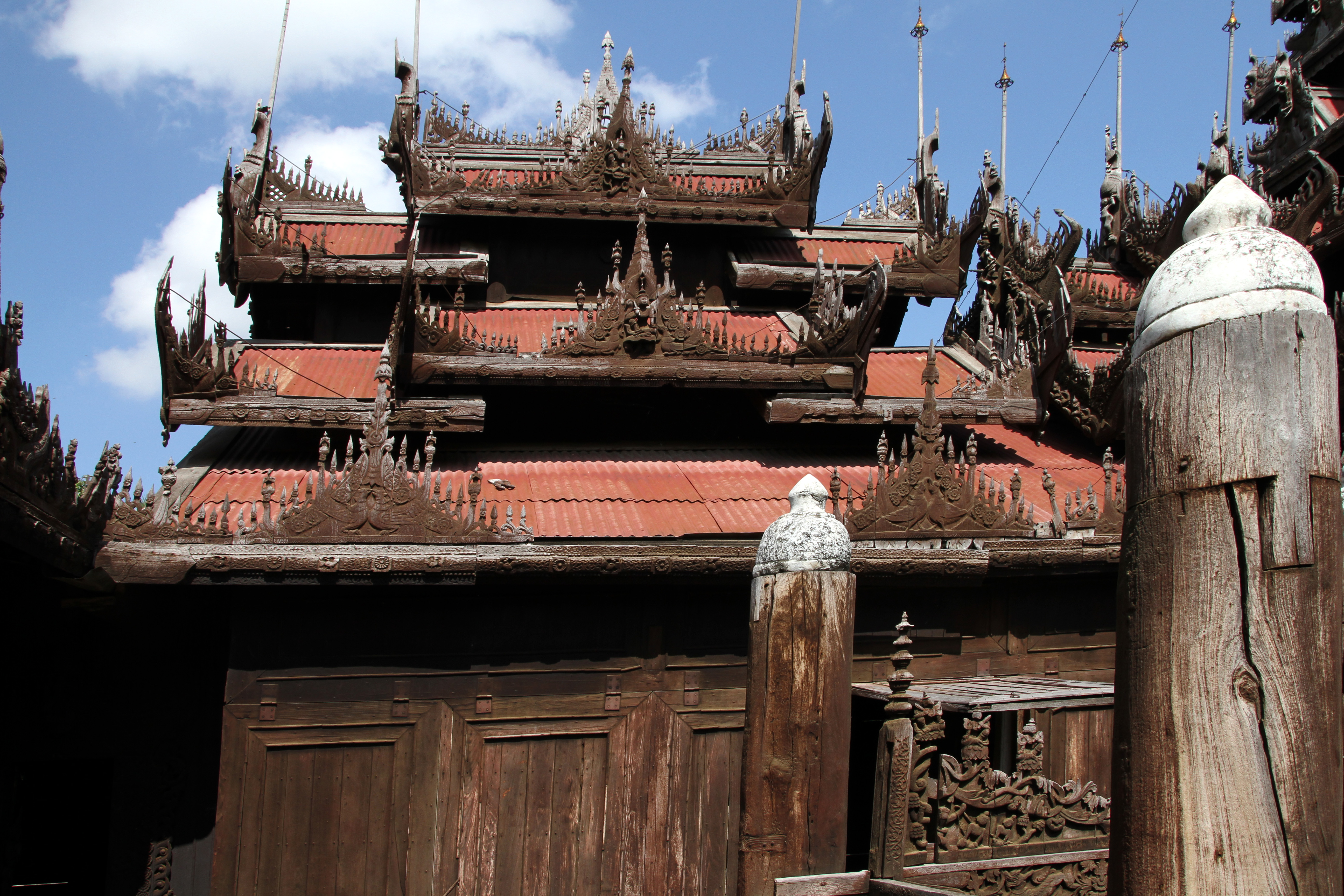
萨努殿，屋顶为王宫式风格
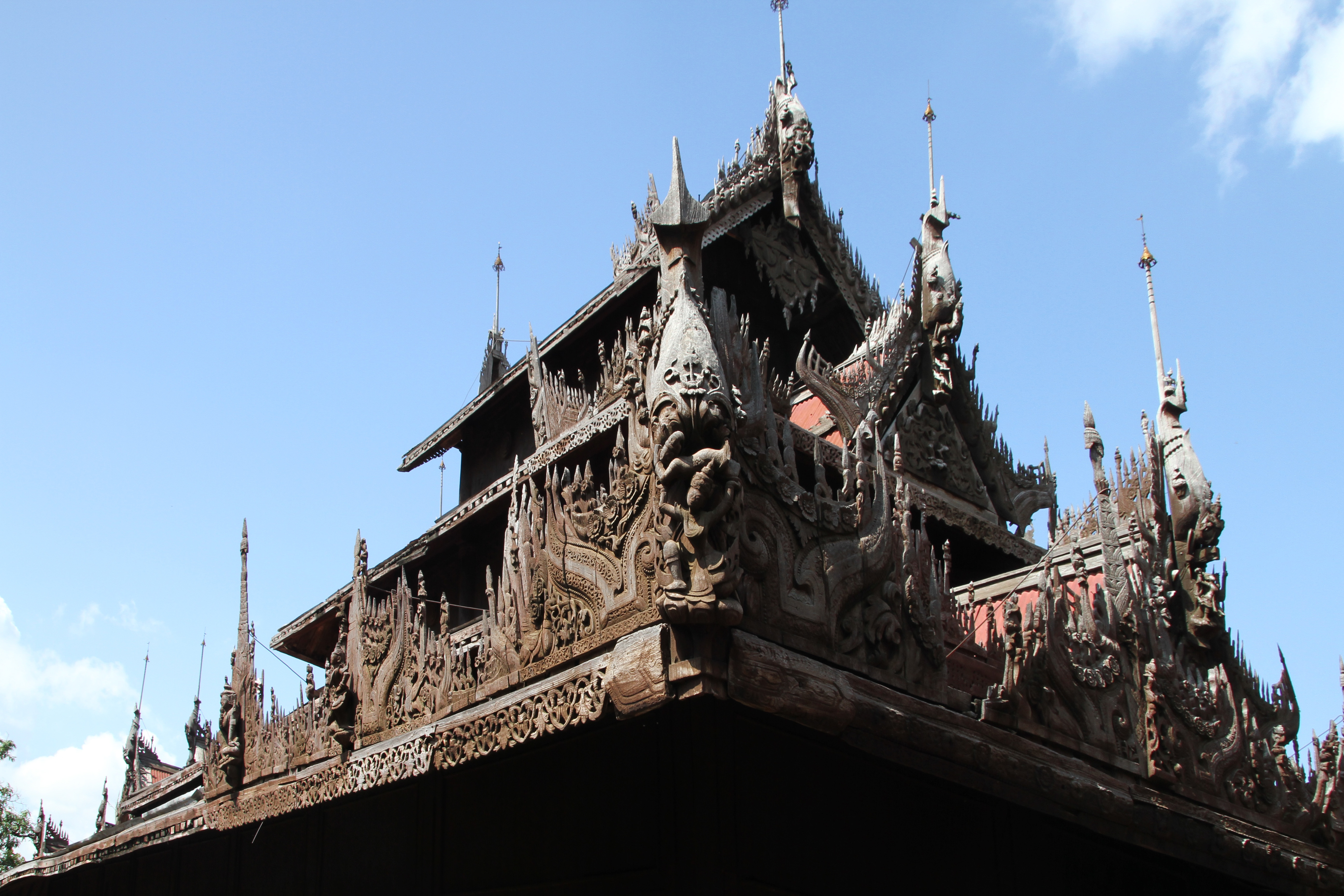
桑马基，屋顶为三层祇园式风格
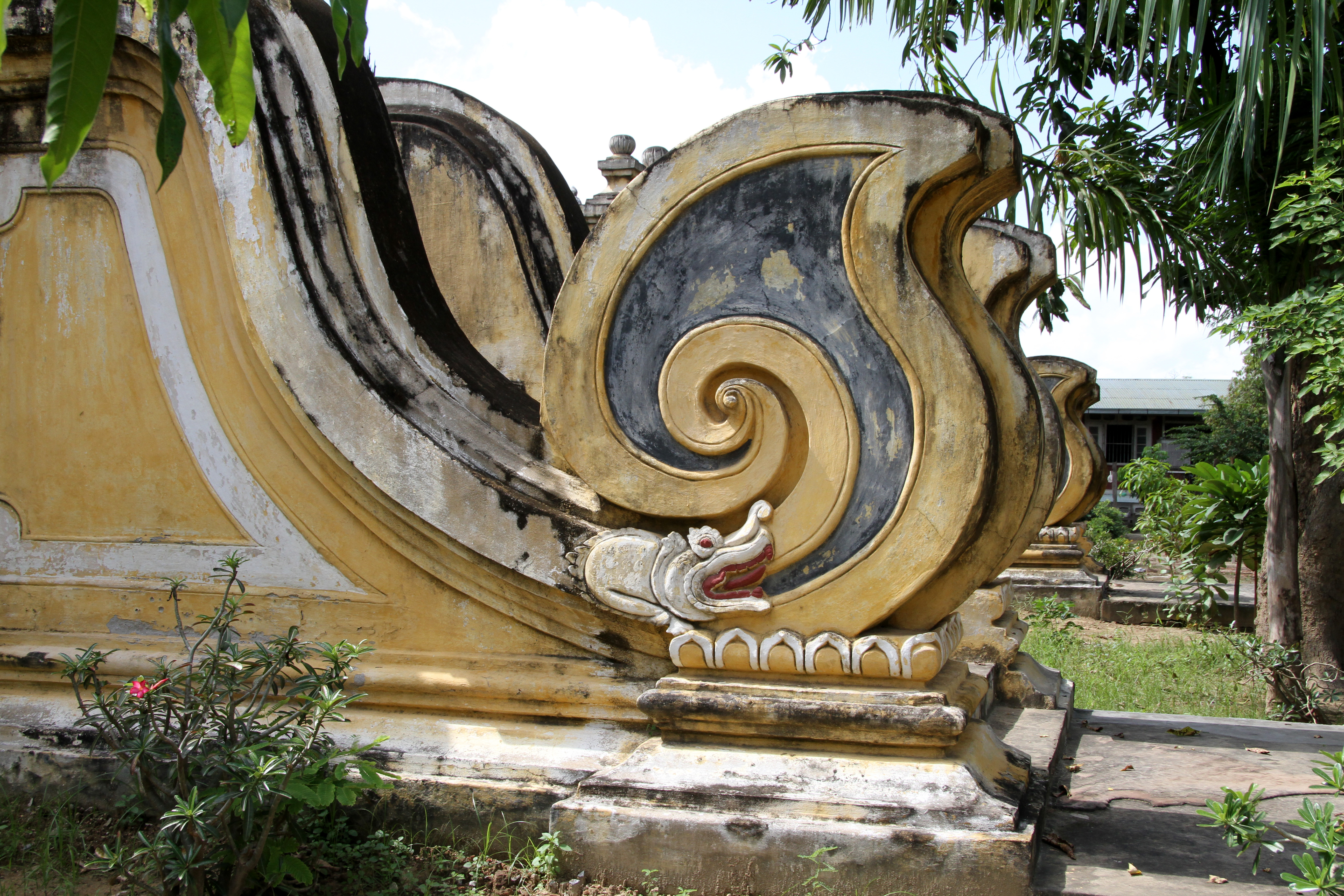
入口处的纳迦阶梯